# إسحاق باين
إسحاق باين (بالإسبانية: Isaac Payne)‏ هو عسكري مكسيكي، ولد في 1854 في المكسيك، وتوفي بنفس المكان في 1904.